# Österreichische Alpine Skimeisterschaften 1981
Die Österreichischen Alpinen Skimeisterschaften 1981 fanden vom 18. bis zum 22. Februar in Radstadt und am Hochficht statt.

## Herren

### Abfahrt
| Platz | Name                   | Zeit        |
| ----- | ---------------------- | ----------- |
| 01    | Gerhard Pfaffenbichler | 1:53,53 min |
| 02    | Erwin Resch            | 1:54,24 min |
| 03    | Franz Klammer          | 1:54,53 min |
| 04    | Leonhard Stock         | 1:54,69 min |
| 05    | Harti Weirather        | 1:54,71 min |
| 06    | Hannes Thonhofer       | 1:54,78 min |
| 07    | Josef Walcher          | 1:55,00 min |
| 08    | Peter Wirnsberger      | 1:55,04 min |
| 09    | Fritz Stölzl           | 1:55,75 min |
| 10    | Franz Ginther          | 1:55,79 min |

Datum: 18. Februar 1981

Ort: Radstadt

Piste: Kemathöhe

### Riesenslalom
| Platz | Name                 | Zeit        |
| ----- | -------------------- | ----------- |
| 01    | Wolfram Ortner       | 2:46,19 min |
| 02    | Ernst Riedlsperger   | 2:47,28 min |
| 03    | Walter Gugele        | 2:48,05 min |
| 04    | Franz Gruber         | 2:48,60 min |
| 05    | Gerhard Jäger        | 2:48,81 min |
| 06    | Guido Hinterseer     | 2:48,83 min |
| 07    | Robert Zoller        | 2:48,99 min |
| 08    | Hubert Strolz        | 2:49,13 min |
| 09    | Karl Heinz Schnitzer | 2:49,32 min |
| 10    | Fritz Stölzl         | 2:49,43 min |

Datum: 21. Februar 1981

Ort: Hochficht

### Slalom
| Platz | Name               | Zeit        |
| ----- | ------------------ | ----------- |
| 01    | Franz Gruber       | 1:44,15 min |
| 02    | Hubert Strolz      | 1:44,55 min |
| 03    | Wolfram Ortner     | 1:44,84 min |
| 04    | Ernst Riedlsperger | 1:44,97 min |
| 05    | Bernhard Gstrein   | 1:45,22 min |
| 06    | Hannes Spiss       | 1:45,30 min |
| 07    | Werner Herzog      | 1:45,56 min |
| 08    | Klaus Heidegger    | 1:45,60 min |
| 09    | Manfred Wallinger  | 1:45,70 min |
| 10    | Gerhard Jäger      | 1:45,77 min |

Datum: 22. Februar 1981

Ort: Hochficht

### Kombination
Die Kombination setzt sich aus den Ergebnissen von Slalom, Riesenslalom und Abfahrt zusammen.
| Platz | Name              |
| ----- | ----------------- |
| 1     | Rudolf Huber      |
| 2     | Jörg Wirnsberger  |
| 3     | Stefan Niederseer |

## Damen

### Abfahrt
| Platz | Name               | Zeit        |
| ----- | ------------------ | ----------- |
| 01    | Huberta Wolf       | 1:42,09 min |
| 02    | Ingrid Eberle      | 1:43,08 min |
| 03    | Sylvia Eder        | 1:43,15 min |
| 04    | Elisabeth Kirchler | 1:43,28 min |
| 05    | Inge Krenn         | 1:43,29 min |
|       | Elisabeth Kraml    | 1:43,29 min |
| 07    | Edith Lindner      | 1:43,41 min |
| 08    | Andrea Haaser      | 1:43,68 min |
| 09    | Erika Gfrerer      | 1:43,79 min |
| 10    | Cornelia Pröll     | 1:43,96 min |

Datum: 18. Februar 1981

Ort: Radstadt

Piste: Kemathöhe

### Riesenslalom
| Platz | Name               | Zeit        |
| ----- | ------------------ | ----------- |
| 01    | Erika Gfrerer      | 3:00,70 min |
| 02    | Elisabeth Kirchler | 3:01,94 min |
| 03    | Inge Krenn         | 3:02,20 min |
| 04    | Anni Kronbichler   | 3:02,22 min |
| 05    | Andrea Haaser      | 3:03,88 min |
| 06    | Sylvia Eder        | 3:04,63 min |
| 07    | Elke Kunschitz     | 3:04,86 min |
| 08    | Agerer             | 3:04,95 min |
| 09    | Ingrid Eberle      | 3:05,07 min |
| 10    | Claudia Riedl      | 3:05,59 min |

Datum: 20. Februar 1981

Ort: Hochficht

### Slalom
| Platz | Name           | Zeit        |
| ----- | -------------- | ----------- |
| 01    | Sylvia Eder    | 1:38,95 min |
| 02    | Karin Buder    | 1:39,31 min |
| 03    | Regina Sackl   | 1:39,57 min |
| 04    | I. Buder       | 1:39,99 min |
| 05    | Michaela Glück | 1:40,27 min |
| 06    | Andrea Haaser  | 1:40,41 min |
| 07    | Erika Gfrerer  | 1:40,53 min |
| 08    | Gabriele Weber | 1:40,54 min |
| 09    | Ingrid Eberle  | 1:40,69 min |
| 10    | Leitner        | 1:40,81 min |

Datum: 19. Februar 1981

Ort: Hochficht

### Kombination
Die Kombination setzt sich aus den Ergebnissen von Slalom, Riesenslalom und Abfahrt zusammen.
| Platz | Name          |
| ----- | ------------- |
| 1     | Sylvia Eder   |
| 2     | Erika Gfrerer |
| 3     | Andrea Haaser |